# John Cochrane, 2. Earl of Dundonald
John Cochrane, 2. Earl of Dundonald (* um 1660; † 16. Mai 1690) war ein schottischer Adliger und Politiker.

## Leben
Er war der älteste Sohn des William Cochrane, Lord Cochrane († 1679), aus dessen Ehe mit Lady Catherine Kennedy († 1700), Tochter des John Kennedy, 6. Earl of Cassilis. Da sein Vater vor seinem Großvater William Cochrane, 1. Earl of Dundonald, starb, erbte er beim Tod des Letzteren 1685 dessen Adelstitel als 2. Earl of Dundonald und dessen umfangreiche Ländereien in Renfrewshire und Ayrshire. Aufgrund der Adelstitel wurde er auch Mitglied des schottischen Parlaments.
Bei der Glorious Revolution stellte er sich auf die Seite Wilhelms von Oranien.
Am 17. November 1684 heiratete er Lady Susan Hamilton, Tochter des William Douglas-Hamilton, 1. Earl of Selkirk, und der Anne Hamilton, 3. Duchess of Hamilton. Mit ihr hatte er drei Kinder:
- Lady Anne Cochrane (* 1685), starb jung;
- William Cochrane, 3. Earl of Dundonald (um 1686–1705);
- John Cochrane, 4. Earl of Dundonald (1687–1720).

Als er 1690 starb, beerbte ihn sein noch minderjähriger älterer Sohn William. Seine Witwe heiratete um 1694 in zweiter Ehe Charles Hay, 3. Marquess of Tweeddale.